# Корабль приплывает
«Корабль приплывает» (англ. A Ship Comes In) — американская немая драма 1928 года режиссёра Уильяма К. Ховарда по сценарию Сони Левин. Луиза Дрессер за роль в данной картине была номинирована на премию «Оскар». Копия фильма хранится в Библиотеке Конгресса США.

## Сюжет
В центре фильма семья из Европы Плезники, иммигрирующая в Соединённые Штаты незадолго до начала Первой мировой войны. Семья безгранично оптимистична касательно их новой жизни, в особенности Питер, патриарх семьи. Питер подружился со своим соседом мистером Кейси, который помогает ему устроиться дворником в местное посольство; через пять лет судья посольства делает восторженного Питера гражданином Соединённых Штатов. В это время старший ребёнок Питера Эрик уходит в армию с таким же энтузиазмом, каким обладает и его отец. Мама Плезник, однако, волнуется, но отпускает его.
Питера подставляют в заговоре с целью убить судью посольства, когда в пакете, который он передал судье в качестве благодарственного подарка, оказывается взрывное устройство. Когда присяжные признали Питера виновным, он наконец расплакался, но вскоре вернулся к своему нормальному оптимистичному «я» в тюрьме. Его состояние улучшается, когда настоящий преступник, мучимый угрызениями совести, признается полиции. Его патриотизм восхваляют, Питера освобождает и берут обратно на работу (с выплатой заработной платы). Питер возвращается к своей семье, но после теплого приема Питер огорчен, узнав, что Эрик погиб в бою. Но горе его и миссис Плезник превращается в гордость, когда они вспоминают, что Эрик был так же предан своей новой стране, как и они; фильм заканчивается тем, что Питер салютует портрету сына на стене.

## В ролях
- Рудольф Шильдкраут — Питер Плезник
- Луиза Дрессер — миссис Плезник
- Милтон Холмс — Эрик
- Линда Ланди — Марта
- Фриц Фельд — Сокол
- Люсьен Литлфилд — Дэн Кейси
- Роберт Эдесон — судья Грэшам